# Joachim Beck-Friis (riksråd)
Joachim Beck-Friis, född 17 juli 1722, död 3 augusti 1797 på Börringeklosters slott, var en svensk greve och ämbetsman.

## Biografi
Beck-Friis studerade vid Lunds universitet och ingick i statlig tjänst 1740. Han avancerade ganska snabbt, och blev hovrättsråd i Göta hovrätt 1757 och revisionssekreterare 1761. Som en nitisk medlem av hattpartiet vid riksdagarna, upphöjdes Beck-Friis vid partiets seger 1769 till riksråd och erhöll 1770 serafimerbandet. Han var närvarande på kvällen den 12 februari 1771 som slutade i kung Adolf Fredriks död.
I rådet utsattes han för motpartiets hat genom att i första hand privilegiera partikamrater vid ämbetsutnämningar och blev av det samma avlägsnad från sin plats vid mössornas maktövertagande i maj 1772, men fick återkomma till samma position i augusti efter Gustav III:s statskupp. Beck-Friis satt kvar som riksråd fram till 1789, då Gustav III gjorde slut på institutionen med kungliga råd. Han överflyttades nu till rikets allmänna ärenders beredning, men lämnade helt statens tjänst 1793.
Beck-Friis har dock främst gjort sig känd som instiftare av ett eget grevskap – det enda i sitt slag i Sverige. Vid faderns död blev han innehavare av de stora Friiska fideikommissegendomarna i Danmark, och erhöll av Kristian VII tillåtelse att sälja dem mot utbyte av andra gods i Sverige. Han inköpte då Fiholm och sökte hos Gustav III rätt, vilket beviljades honom 1791, att inrätta grevskap av Fiholm tillsammans med egendomen Börringekloster. Den som träder i besittning av egendomen tilldelas automatiskt namn och vapen av grevliga ätten Beck-Friis. Då Joakim Beck-Friis dog utan arvingar 1797, gick grevskapet i arv till hans brorson Corfitz Ludvig Beck-Friis.

### Familj
Joachim Beck-Friis var son till majoren Corfitz Ludvig Beck-Friis och Maria Sofia Skogh. 
Han gifte sig 28 augusti 1745 med sin systers svåger friherrinnan Wilhelmina Staël von Holstein (1725–1786), dotter till översten friherre Otto Vilhelm Staël von Holstein och friherrinnan Elisabet Stuart. De fick tillsammans sonen Corfitz Ludvig Beck-Friis (1746–1747).